# 10019 Wesleyfraser
10019 Wesleyfraser este o planetă minoră (asteroid), cu un diametru de 11,356 km, din centura de asteroizi. A fost descoperită pe 25 iunie 1979 la Observatorul Siding Spring de Eleanor F. Helin. 
Obiectul prezintă o orbită caracterizată de o semiaxă mare de 3,0856444 UAi, o excentricitate de 0,11, o înclinație de 2,8428 ° în raport cu ecliptica.